# Максимов, Георгий Максимович
Георгий Максимович Максимов (17 апреля (1 мая) 1903 — 3 сентября 1996) — советский военачальник, генерал-майор танковых войск (11.07.1945), Командор Ордена Британской Империи.

## Биография
Родился в деревне Атлашево Алымкасинской волости Чебоксарского уезда Казанской губернии (ныне — в Атлашевском сельском поселении), Чебоксарский район, Чувашия, Россия).
1 октября 1923 года по путевке комсомола направлен в 7-е Казанское пехотное училище, но уже в ноябре 1923 года переведен в 1-ю Советскую объединённую военную школу РККА им. ВЦИК (Московский ВО). ВКП(б) с 1925 года. С 15 сентября 1926 года - командир взвода 46-го стрелкового полка 16-й стрелковой дивизии (Ленинградский ВО). С декабря 1926 года - командир взвода 127-го стрелкового полка 43-й стрелковой дивизии. С марта 1927 года - врид командира роты того же полка той же дивизии. С 1 октября 1928 года курсант Ленинградских военно-политических курсов им. Энгельса. С 1 августа 1929 года - командир и политрук роты 166-го стрелкового полка 56-й стрелковой дивизии.
С 15 ноября 1931 года - слушатель Ленинградских бронетанковых курсов усовершенствования комсостава РККА им. Бубнова. С 15 марта 1932 года - командир учебной роты 11-го отдельного танкового батальона 12-й стрелковой дивизии ОКДВА.  20 апреля 1935 года - назначен помощником командира по тех/части 3-го отдельного танкового батальона 3-й колхозной дивизии ОКДВА. 15 января 1936 года - назначен начальником штаба отдельного танкового батальона 40-й стрелковой дивизии ОКДВА. 18 апреля 1938 года - назначен помощником начальника 3-го отделения Управлени АБТВ Ленинградского ВО.
С 5 сентября 1938 года - начальник штаба 2-го танкового батальона 9-й механизированной (с 1938 г. - 18-я легкотанковая) бригады. С ноября 1938 года - помощник командир 2-го танкового батальона по стр/части 18-й легкотанковой бригады.  С 5 февраля 1939 года - командир разведывательного батальона 32-я легкотанковой бригады. 6 октября 1939 года назначен начальником склада НКО № 73. 18 декабря 1940 года назначен командиром 157-го отдельного танкового батальона 40-й легкотанковой бригады. С 24 марта 1941 года - заместитель командира 41-го танкового полка 21-й танковой дивизии. 29 марта 1941 года назначен командиром батальна средних танков 42-го танкового полка 21-й танковой дивизии.
С началом  Великой Отечественной войны в прежней должности. С 1 сентября 1941 года - командир 41-го танкового полка (как минимум до ноября 1941 г.).  31 марта 1942 года назначен командиром 103-й танковой бригады. Ранен 22 июля 1943 года.  Приказом НКО № 03527 от 08.10.1943 г. назначен заместителем командира 16-го танкового корпуса. С 1 по 12 декабря 1943 года врид командира 16-го танкового корпуса.  Затем вновь заместитель командира по строевой части 16-го танкового корпуса,   с 20 ноября 1944 года  12-го гвардейского танкового корпуса 2-й танковой армии (на 1-м и 2-м Украинских, 1-м Белорусском фронтах.  С  января по апрель 1945 года в госпитале на излечении.
Приказом МВС № 0439 от 09.07.1946 г. уволен в отставку по ст. 43 (по болезни). Жил в Курске.
На протяжении многих лет был председателем Совета ветеранов 9-го гвардейского танкового корпуса 2-й гвардейской танковой армии.

## Награды

### СССР
- орден Ленина (17.04.1943)
- четыре ордена Красного Знамени (30.01.1943, 10.07.1944, 03.11.1944, 17.02.1945)
- орден Отечественной войны I степени (06.04.1985)
- орден Красной Звезды (26.04.1942)
- Медали СССР, в том числе:
  - «За оборону Ленинграда»
  - «За взятие Берлина»
  - «За освобождение Варшавы»

### Иностранные награды
- Командор Ордена Британской Империи (Великобритания 1944)[3]
- Орден «Крест Грюнвальда» (ПНР) (1945)
- Медаль «За Одру, Нису и Балтику» (ПНР) (1945)
- Медаль «За Варшаву 1939—1945» (ПНР) (1945)

## Память
- В честь Г. М. Максимова названа улица в деревне Атлашево.
- Имя воина увековечено в Главном Храме Вооружённых сил России и на мемориале «Дорога памяти»[4].